# نورث پثروین
نورث پثروین (به انگلیسی: North Petherwin) یک روستا و محله مدنی در بریتانیا است که در کورنوال واقع شده‌است. نورث پثروین ۶۵۵ نفر جمعیت دارد.